# Волен (футбольний клуб)
«Волен» (нім. Fussballclub Wohlen 1904) — швейцарський футбольний клуб з однойменного міста, заснований у 1904 році. Домашні матчі приймає на стадіоні «Нідерматтен».

## Історія

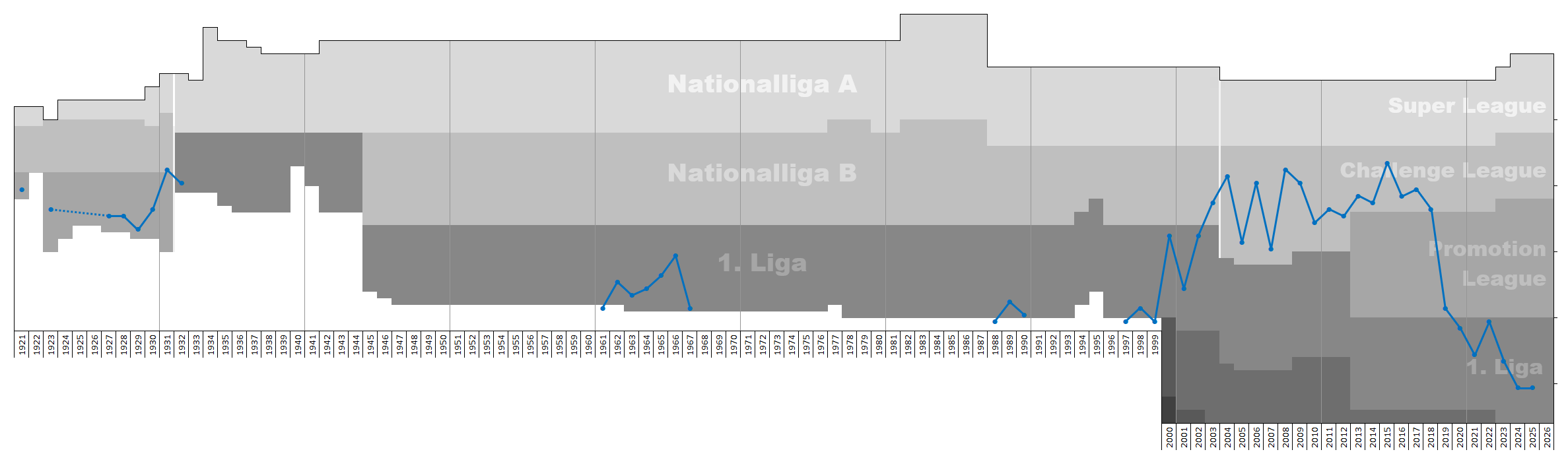
Статистика виступів клубу у чемпіонатах Швейцарії.

Клуб був заснований 1904 року. У вищому дивізіоні Швейцарії провів лише один рік, у сезоні 1930/31, зайнявши останнє місце.